# Мовсаев, Абусупьян Магомедович
Абусупья́н Магоме́дович Мовса́ев (30 марта 1959 — 23 мая 2000) — чеченский военный деятель, бригадный генерал армии Ичкерии, активный участник первой и второй чеченских войн (1994—1996, с 1999 — вплоть до своей смерти — 23 мая 2000 года). Занимал должности начальника службы безопасности Джохара Дудаева, начальника контрразведки и начальника департамента государственной безопасности самопровозглашённой Чеченской Республики Ичкерия.

## Биография
Родился 30 марта 1959 в селе Обдериха Казахской ССР.
В 1960 году семья Мовсаевых вернулась на родину в Шалинский район Чечено-Ингушской АССР. В восьмидесятых и начале девяностых годов работал в МВД Калмыцкой АССР, последним званием перед отъездом в ЧР был капитаном милиции.
В 1986 году окончил в Астрахани среднюю школу милиции.
В 1987 году поступил в Ставропольский филиал юридической академии. Затем работал начальником Шалинского РОВД, далее в уголовном розыске Шалинского района Чеченской Республики Ичкерия . В одно время был начальником охраны президента ЧРИ Джохара Дудаева.
В 1995 году был первым заместителем министра шариатской безопасности ЧРИ, а также первым заместителем министра внутренних дел ЧРИ.
В июне 1995 года участвовал в Басаевском рейде на Будённовск.
В марте 1995 года — июле 1997 года — работал начальником ДГБ[уточнить], затем в Национальной службе безопасности ЧРИ и в должности начальника Особого отдела ВС ЧРИ.
После выхода в отставку возглавил охранную фирму «Патриот».
23 мая 2000 года попал в засаду, устроенную спецназом ГРУ в районе селения Сержень-Юрт в Аргунском ущелье, где и был убит.